# Кланаць (Врбовсько)
45°25′ пн. ш. 15°11′ сх. д. / 45.42° пн. ш. 15.19° сх. д.
Кланаць (хорв. Klanac) — населений пункт у Хорватії, у Приморсько-Горанській жупанії у складі міста Врбовсько.

## Населення
Населення за даними перепису 2011 року становило 35 осіб.
Динаміка чисельності населення поселення:

## Клімат
Середня річна температура становить 10,35 °C, середня максимальна – 24,05 °C, а середня мінімальна – -5,35 °C. Середня річна кількість опадів – 1323 мм.
| Клімат поселення                              | Клімат поселення | Клімат поселення | Клімат поселення | Клімат поселення | Клімат поселення | Клімат поселення | Клімат поселення | Клімат поселення | Клімат поселення | Клімат поселення | Клімат поселення | Клімат поселення | Клімат поселення |
| Показник                                      | Січ.             | Лют.             | Бер.             | Квіт.            | Трав.            | Черв.            | Лип.             | Серп.            | Вер.             | Жовт.            | Лист.            | Груд.            |                  |
| Середній максимум, °C                         | 6,79             | 8,19             | 12,03            | 16,24            | 20,80            | 24,05            | 22,96            | 22,59            | 18,93            | 14,18            | 8,60             | 4,79             |                  |
| Середня температура, °C                       | 0,73             | 2,10             | 5,96             | 10,18            | 14,73            | 17,98            | 19,72            | 19,34            | 15,68            | 10,93            | 5,34             | 1,54             |                  |
| Середній мінімум, °C                          | −5,35            | −3,95            | −0,12            | 4,10             | 8,67             | 11,92            | 16,47            | 16,08            | 12,44            | 7,68             | 2,10             | −1,72            |                  |
| Норма опадів, мм                              | 72               | 79               | 93               | 114              | 106              | 129              | 107              | 110              | 124              | 140              | 140              | 109              |                  |
| Середньомісячна швидкість вітру, м/с          | 1.55             | 1.70             | 2.04             | 2.00             | 1.86             | 1.72             | 1.67             | 1.57             | 1.50             | 1.52             | 1.66             | 1.64             |                  |
| Середньомісячна сонячна радіація, кДж/м²·день | 4159             | 6870             | 10277            | 14753            | 18930            | 20590            | 21791            | 18715            | 13656            | 8696             | 4592             | 3431             |                  |
| --------------------------------------------- | ---------------- | ---------------- | ---------------- | ---------------- | ---------------- | ---------------- | ---------------- | ---------------- | ---------------- | ---------------- | ---------------- | ---------------- | ---------------- |
| Джерело:                                      |                  |                  |                  |                  |                  |                  |                  |                  |                  |                  |                  |                  |                  |